# Эрбей
Эрбей (фр. Herbeys) — коммуна во Франции, находится в регионе Рона — Альпы. Департамент коммуны — Изер. Входит в состав кантона Пон-де-Кле. Округ коммуны — Гренобль.
Код INSEE коммуны — 38188. Население коммуны на 2012 год составляло 1352 человека. Населённый пункт находится на высоте от 417 до 935 метров над уровнем моря. Муниципалитет расположен на расстоянии около 490 км юго-восточнее Парижа, 90 км юго-восточнее Лиона, 24 км юго-западнее Гренобля. Мэр коммуны — Françoise Reverbel, мандат действует на протяжении 2014—2020 гг.
Динамика населения (INSEE):